# Sarojaalpe
Die Sarojaalpe (auch Hinterälpele, etwa 1474 m ü. A.) in der Marktgemeinde Frastanz (Vorarlberg,  Österreich) ist eine Kuhalpe. Formeller Eigentümer eines Großteils der Sarojaalpe ist seit 1966 die Agrargemeinschaft Alpgenossenschaft Frastanz.

## Name
Der zweite Name der Sarojaalpe, Hinterälpele, bezeichnet auf dem Ausläufer des Rätikons unterhalb der Drei Schwestern einen Teil des Höhenrückens. Als Gegenstück dazu gibt es das von der Sarojaalpe/Hinterälpele etwa 2500 m Luftlinie entfernte, auf demselben Höhenrücken liegende Vorderälpele.

## Lage, Geographie, Topografie, Verkehr
Die Sarojaalpe liegt unterhalb der Sarojahöhe bzw. dem Sarojasattel. Auf der Sarojaalpe befindet sich das große Flurstück Sarojen.
Die Sarojaalpe gehört zum nordwestlichsten Teil des Rätikon. Nach der orografisch-hydrologisch orientierten Gebirgsgruppengliederung für das österreichische Höhlenverzeichnis bildet das Bregenzerwaldgebirge westlich der Bregenzer Ach den Hauptteil der Gruppe 1110 Rheintal – Walgau – Bregenzer Wald, von der das Vorderälpele den äußersten Teil bildet. Die Sarojaalpe liegt kurz davor.
Es besteht keine öffentliche Zufahrt zur Sarojaalpe. Südöstlich unterhalb der Sarojaalpe befindet sich etwa 1000 m Luftlinie entfernt die Gaudenzaalpe. Durch das historische Alpgebiet der Sarojaalpe verläuft die Grenze zwischen Liechtenstein und Österreich.

## Klima
Die Jahresmitteltemperatur beträgt etwa 4,5 °C. Die mittlere Sonneneinstrahlung 873 kWh/m² (maximal: 1351 kWh/m²) und der Jahresniederschlag 1458 mm (maximal: 2768 mm). Mindestens 26 Wochen im Jahr ist die Sarojaalpe durchschnittlich mit einer Schneedecke versehen (maximal 40 Wochen).

## Weißzone
Ein geringer Teil der Sarojaalpe ist Teil einer Weißzone. Die Weißzone „Drei Schwestern“ mit einer Gesamtfläche von etwa 2,9 km² zwischen 796 (Mündung Stiegtobel in die Samina) und 2105 m ü. A. (Garsellakopf) erstreckt sich überwiegend vom Garsellakopf/Drei Schwestern (2053 m ü. A.) zur Garsellaalpe (1759 m ü. A., heute eine Schafalpe).

## Alpwirtschaft
Die Alpe wird jährlich mit über 200 Stück Jungkühen, wenigen Mutterkühen, Pferden, Schweinen, Geißen und Hennen von Juni bis August/September bestoßen.

## Luftseilbahn
Im Juli 1969 wurde vom Verkehrsverein Liechtensteiner Unterland eine Drei-Schwestern-Luftseilbahn angedacht. Am 23. Oktober 1971 erfolgte die Gründung der Drei Schwestern Luftseilbahn AG. Auf einem Plateau beim Sarojasattel sollte die Bergstation der Drei Schwestern Luftseilbahn gebaut werden. Die Talstation war an der Landstraße in Schaanwald gegenüber der Abzweigung nach Mauren geplant. Mit der Agrargemeinschaft Alpgenossenschaft Frastanz wurde im März 1972 ein Baurechts- und Pachtvertrag für die Benützung des Alpgeländes für diese Luftseilbahn abgeschlossen. Die Liechtensteinische Regierung erteilte am 30. Januar 1973 der Dreischwestern Luftseilbahn AG eine Gewerbebewilligung, und diese erhielt eine Konzession des schweizerischen Energiewirtschaftsdepartements.
In weiterer Folge war auch eine Erschließung des Hinterälpeles mit einem Schilift (Förderleistung 1000 Personen/Stunde) und einem Übungslift geplant. Die Drei-Schwestern-Luftseilbahn sollte als Pendelseilbahn mit zwei Kabinen zu je 80 Personen (Förderleistung 700 Personen/Stunde) ausgeführt werden. Bei der Bergstation war zudem ein Bergrestaurant mit Aussichtsterrasse (400 Sitzplätze) und drehbarem Innenraum (200 Sitzplätze) vorgesehen.
Es wurde mit einer Frequenz von jährlich etwa 170.000 Personen gerechnet (110.000 im Sommer, 60.000 im Winter), die Baukosten wurden zuerst mit 7,3 Millionen Schweizer Franken berechnet, später wurden auch Baukosten von 15 Millionen Schweizer Franken kolportiert.
Gegen diese Pläne wurden in Liechtenstein (vor allem durch die am 8. Februar 1973 gegründete Liechtensteinische Gesellschaft für Umweltschutz, LGU) Bedenken angemeldet. Auch in Vorarlberg fanden diese Ausbaupläne nicht viele Befürworter. Der Bau wurde in weiterer Folge immer weiter aufgeschoben (ursprünglich war im Dezember 1972 die Eröffnung geplant).
Auf Grund der Bedenken in Vorarlberg, vor allem in der Marktgemeinde Frastanz, wurde von der Vorarlberger Landesregierung am 30. Juni 1976 eine Fläche von 498,4 ha als geschützter Landschaftsteil ausgewiesen, in dem ausdrücklich der Bau von Seilbahnen, Schleppliften und weiteren Aufstiegshilfen untersagt wurde.

## Kuriosum
Auf den Grundparzellen 5298/1 bis 5298/5 im Bereich der Sarojaalpe besteht bis heute eine Dienstbarkeit zugunsten des Deutschen Reiches (Reichsfinanzverwaltung) zur Errichtung und Erhaltung einer Postenhütte für den Zollgrenzschutz.